# 주간고속도로 제84호선 (펜실베이니아주-매사추세츠주)
주간고속도로 제84호선 동부선(영어: Interstate 84 (east), I-84E)은 미국 북동부 펜실베이니아주 던모어(Dunmore)와 북동부 매사추세츠주 스터브릿지(Sturbridge)를 잇는 총 연장 374.00km의 고속도로이다. 84호선은 출구번호가 다른 주간고속도로와 마찬가지로 거리 단위인 마일에 기초하여 만들어졌지만 이같음에도 불구하고 출구번호는 거의 연속적인 숫자로 이루어져있다.
한편 미국 북서부 오리건주와 아이다호주, 유타주를 경유하는 주간고속도로 제84호선과는 번호만 같을 뿐, 별개의 노선이다.